# Salim Ajtkułow
Salim Nigmatowicz Ajtkułow (ros. Сали́м Нигма́тович Айтку́лов, tat. Сәлим Айткулов, ur. 28 grudnia 1912?/10 stycznia 1913 w miejscowości Muchorskij w obwodzie uralskim, zm. 24 kwietnia 1975 w Uralsku) – radziecki wojskowy, podporucznik, Bohater Związku Radzieckiego (1943).

## Życiorys
Urodził się w tatarskiej rodzinie chłopskiej. Do 1930 ukończył 9 klas szkoły w Uralsku, później pracował w uralskiej fabryce, w lipcu 1941 został powołany do Armii Czerwonej, od 1943 należał do WKP(b). Pod koniec września 1943 jako obsługujący karabin maszynowy w 231 gwardyjskim pułku 75 Gwardyjskiej Dywizji Piechoty 60 Armii Frontu Centralnego wielokrotnie uczestniczył w zwiadach na prawym brzegu Dniepru, dostarczając informacje o przeciwniku, 29 września 1943 w rejonie wsi Jasnohorodka w obwodzie kijowskim zastąpił rannego dowódcę plutonu; pluton pod jego dowództwem odparł dziewięć niemieckich kontrataków. Uchwałą Prezydium Rady Najwyższej ZSRR z 17 października 1943 otrzymał tytuł Bohatera Związku Radzieckiego ze Złotą Gwiazdą i Orderem Lenina. 
Po wojnie został przeniesiony do rezerwy. 